# Ornette!
Ornette! ist ein Jazzalbum des Ornette Coleman Quartet. Die am 31. Januar 1961 in den Atlantic Recording Studios entstandenen Aufnahmen erschienen 1962 auf Atlantic Records.

## Hintergrund
Zwischen der Aufnahme von Free Jazz: A Collective Improvisation im Dezember 1960 und der von Ornette!, die am Dienstag, dem 31. Januar 1961 von 15 bis 19.30 Uhr in den Atlantic Recording Studios in New York City stattfand, spielte das Ornette Coleman Quartet zwei Wochen im Village Vanguard mit dem neuen Bassisten Scott LaFaro neben Coleman, Don Cherry und Ed Blackwell, die alle auch bei Free Jazz beteiligt waren.
Leider war LaFaro bei anderen Musikern sehr gefragt, notierte John Eyles, insbesondere bei Bill Evans und Miles Davis. Daher sind die beiden Alben Free Jazz und Ornette! die einzigen, auf denen LaFaro mit Coleman zu hören ist. Im März 1961 ersetzte Coleman ihn für die Aufnahmen von Ornette on Tenor durch Jimmy Garrison. Am 6. Juli 1961 kam er im Alter von 25 Jahren bei einem Autounfall auf dem U.S. Highway 20 ums Leben, vier Tage nachdem er Stan Getz beim Newport Jazz Festival begleitet hatte.
Das ursprüngliche Album enthält Liner Notes von Gunther Schuller. Bei der Aufnahmesitzung von Ornette! entstanden weiterhin die Stücke „Check Up“, „The Alchemy of Scott LaFaro“ und „Proof Readers“, die erst später veröffentlicht wurden. Der Session-Outtake „Check Up“ findet sich erstmals auf dem Album Twins (Atlantic SD 1588, 1971), „The Alchemy of Scott LaFaro“ auf The Art of the Improvisers (Atlantic SD 1572, 1970). „Proof Readers“ erschien erstmals 1993 auf der Kompilation Beauty Is a Rare Thing: The Complete Atlantic Recordings (Rhino R2 71410).

## Titelliste
- The Ornette Coleman Quartet – Ornette! (Atlantic – 1378)[4]

A1		W.R.U.	16:25

A2		T. & T.	4:35

B1		C. & D.	13:10

B2		R.P.D.D.	9:39
Die Kompositionen stammen von Ornette Coleman.

## Rezeption
Der Coleman-Biograph Peter Niklas Wilson dämpfte die Erwartungen, die Hörer an dieses Album haben können: „Wer meint, die Erfahrung von Free Jazz müsse zu einem sofortigen und einschneidenden Wandel in Ornette Colemans musikalischer Konzeption geführt haben,“ könne durch das Album Ornette! in seinen Erwartungen enttäuscht werden. „Zwar haben die – bis zu reichlich 16 Minuten langen – Quartettitel zuvor ungekannte Dimensionen eingenommen, sonst aber folgen sie im Wesentlichen den Mustern der ersten Atlantic-LPs.“ Wilson entdeckt einige traditionelle Züge, etwa das Thema von „R. P. D. D.“, das die Liedform und Akkordstruktur von I Got Rhythm aufnehme, aber auch Rückgriffe in Colemans Spiel auf den Rhythm and Blues. Neues finde sich dagegen in Einzelaspekten des Zusammenspiels: „LaFaros Baßlinien sind beweglicher, rhythmisch vielgestaltiger, aber auch in ihrer federnden, die hohen Lagen des Basses bevorzugenden Leichtigkeit weniger gewichter als die Hadens, was der Gruppe einen helleren, aber auch weniger ausbalancierten, instabileren Sound gibt.“ Auch im Schlagzeugspiel von Blackwell „erweist sich Ornette! als interessante, wenn auch nicht epochale Einspielung.“
Wie Wilson hebt auch John Litweiler das Stück „T. & T.“ mit seinem westafrikanisch inspirierten Schlagzeugsolo besonders hervor. Die drei anderen Titel des Albums seien im gleichen Tempo und würden Raum für ausgiebige Solos enthalten. In „W. R. U.“ sei das gestrichene Solo auf dem Bass exzellent, während „R. P. D. D.“ fast vollständig aus einem Solo von Coleman bestehe, das von Kritiker T. E. Martin aber als manieriert gebrandmarkt worden sei.
Nach Ansicht von John Eyles, der das Album in All About Jazz rezensierte, ist das auffälligste Merkmal von Ornette!, dass das Quartett im Vergleich nach der Aufnahme von Free Jazz nicht radikal anders klinge, abgesehen von der Mitwirkung von LaFaro. Alle vier Stücke seien Coleman-Kompositionen im Stil vor dem Entstehen von Free Jazz, die Raum für Soli bieten, ohne dass einzelne Spieler dominieren würden. Kurz gesagt, es gebe eine Fülle von Gründen, dass dieses Album Liebhaber von hochwertigem Jazz oder Improvisation ansprechen dürfte – historische, künstlerische und persönliche Gründe … Es sei zeitlos und klinge mit der Zeit immer besser.
Coleman würde durchweg verführerisch und charmant klingen, und er wage sich manchmal in kurze Momente, die als Showmelodien durchgehen könnten, schrieb Alex Lindhart in Pitchfork Media. Glücklicherweise gebe es immer genug dissonante Töne, um Monotonie oder Rührseligkeit abzuwehren. Töne blieben erhalten, ob zerbrechlich oder dröhnend, bevor sie am Rande der Schrillheit abgebrochen werden. Es sei eine weitere beeindruckende, angenehme Platte von jemandem, der dieses Material außerordentlich gut beherrscht. Es komme vielleicht nicht ganz an die Kühnheit und Schockwirkung von Free Jazz heran, aber wenn man gerade das Gerüst strukturierter Musik niedergerissen hat, sei es wahrscheinlich das Beste, was man kriegen könne.
Brian Olewnick verlieh dem Album in Allmusic vier Sterne und schrieb, Coleman habe sich konzeptionell vielleicht von der Idee seines bahnbrechenden Werks Free Jazz distanziert, aufgenommen etwas mehr als einen Monat zuvor. Er habe seine Quartettmusik jedoch dennoch zu immer größeren Höhen der Fülle und Kreativität geführt. Ornette! war das erste Album, das Coleman  mit Bassist Scott LaFaro mit aufnahm, und der Unterschied in der Herangehensweise zwischen LaFaro und Charlie Haden werde bereits bei den ersten Tönen von „W.R.U.“ deutlich. LaFaros Spiel sei direkter und geschmeidiger, und man könne hören, wie er Coleman und Don Cherry aktiver und aggressiver antreibe als Hadens warme, träge Phrasierung. Die Stücke, deren Titel den Werken von Sigmund Freud entstammen, seien allesamt Juwelen und dienten den Musikern als wunderbare Ausgangspunkte für ihre Improvisationen. Coleman habe sich zu diesem Zeitpunkt in längeren Stücken sehr wohl gefühlt, und er und seine Partner würden kein Problem damit haben, die Zeit zu füllen, und ihnen würden nie die Ideen ausgehen. Besonders hervorzuheben sei Ed Blackwell mit einer seiner besten Darbietungen. Ornette! sei eine hervorragende Veröffentlichung und ein Muss für alle Fans Colemans und kreativer improvisierter Musik im Allgemeinen.